# تبراك والجلة
تبراك والجلة تعدّ من أكبر مراكز محافظة القويعية بمنطقة الرياض. وتتميز المنطقة بوفرة المياه وخصوبة التربة وتنشط به الزراعة بشكل كبير حتى أصبح يحتضن مزارع تعدّ من أكبر المزارع في المملكة وذات إنتاج زراعي مميز ووفير كما أن وقوعه على الطريق السريع طريق الرياض ـ مكة أعطاه ميزة اقتصادية كبيرة تبشر بمستقبل اقتصادي واعد للمركز. 

## الموقع الجغرافي
يقع مركز تبراك والجلة غرب منطقة الرياض على طريق مكة السريع 100 كم ويحد المركز من جهة الشرق محافظة المزاحمية وتبعد 50 كم ويحدها من جهة الغرب محافظة القويعية وتبعد 70 كم.

## الحدود وتقسيمات الإدارية
يحد مركز تبراك والجلة من جهة الشرق والجنوب نفود قنيفذا ومن جهة الغرب نفود السر ومن جهة الشمال محافظة شقراء.

## نبذه عن مركز تبراك والجلة
من أكبر المراكز التابعة لمحافظة القويعية ويبلغ عدد المراكز والقرى والهجر التابعة له أكثر من 86 مركزا وقرية وهجرة وتجمعات سكنية وتبلغ مساحته طولا من الشمال إلى الجنوب أكثر من 90 كم ومن الشرق باتجاه الغرب أكثر من 35 كم واشتهر مركز تبراك والجلة بتوفر المياه الجوفية وخصوبة أرضه وهي منطقة زراعية. 

## التعـداد السكاني
يبلغ تعداد سكان مركز تبراك والجلة عام 2013 ميلادي أكثر من 18000 ألف نسمة يعملون في الزراعة والتجارة وفي الوظائف الحكومية. 

## أبرز المعالم الزراعية
تعدّ الزراعة ونجاحها في المركز أبرز ما يميزها فالقادم للمركز ينتشي بمنضر الخضرة والجمال على طول الطريق وتعدّ مزرعة الخالدية ومزرعة ومنتجع نوفا شاهداً حيا على الإمكانات التي يمتلكها المركز في مجال الزراعة.